# Billete de veinte libras esterlinas

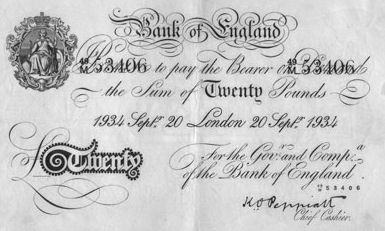
Billete de 20 libras esterlinas emitido el 20 de septiembre de 1934.

El billete de veinte libras esterlinas (£20) es el de segunda mayor denominación emitido por el Banco de Inglaterra. Su diseño actual, de algodón, lanzado por primera vez en el año 2007, en el anverso contiene a la imagen de la anterior soberana  del Reino Unido, Isabel II, mientras, que el reverso contiene a la imagen del economista de origen escocés, Adam Smith, considerado uno de los mayores exponentes de la teoría económica en Inglaterra. A partir del año 2020, entrará en circulación un rediseño fabricado en polímero, manteniendo el mismo anverso, pero reemplazando a Smith con el pintor inglés J. M. W. Turner.

## Historia
Los primeros billetes con denominaciones en libras, eran manuscritos y se fabricaban bajo demanda a aquellos que los precisaran. Se escribían de un solo lado y contenían la cantidad que representaba el billete, el nombre de la persona a la cual se le pagaba una determinada suma, el del pagador (que a veces podía oficiar como el emisor). A excepción del periodo de Restricción (1797-1821) y también durante las guerras Napoleónicas, en la cual las reservas de oro de Inglaterra mermaron, los billetes podían ser total o parcialmente intercambiables por oro, al ser presentados en su banco de origen (bancos comerciales). Si la cantidad extraída de la suma a pagar era inferior al total, se dejaba constancia indicando el monto restante (aún no intercambiado).
Desde 1853, en adelante, todos los billetes en colacionar pasaron a ser imprimirse; en ellos se declaraba la frase: "I promise to pay the bearer on demand the sum of twenty pounds" (Prometo pagar al portador bajo demanda la suma de veinte libras esterlinas). Esta frase aún permanece en las ediciones actuales de todos los billetes del Banco de Inglaterra. Al principio los billetes contenían la firma de alguno de los tres pagadores del banco, sin embargo, desde 1870, esta firma ha sido reemplazada por la del director general del Banco.
El patrón oro, cesó en Inglaterra en 1931, invalidando la capacidad de los billetes de ser intercambiados por dicho metal. En 1943, se retiró de ciruclacion todos los billetes con valor facial por £20, y no fue hasta el año 1970 que reapareció, con el lanzamiento de la serie D.
Este billete se introdujo, conteniendo una imagen de la reina Isabel II, y otra, en el reverso, mostrando a San Jorge y el dragón, personaje mitológico del folclore medieval, junto al escritor William Shakespeare. Esta serie introdujo una novedad: un hilo metalizado “espejado”, presentado en forma de líneas segmentadas. En 1991, la serie E, reemplazó a la D. Este diseño era multicolor (se caracterizaba por un predominante color púrpura) y mostraba un retrato del físico Michael Faraday. En 1999, se rediseñó la serie E, conteniendo al compositor Edward Elgar.
El diseño actual del billete de veinte libras, contiene, en el anverso, como se habitúa tradicionalmente, a la Reina Isabel II, en el reverso, se encuentra el economista escocés Adam Smith, en el fondo, se encuentran unos trabajadores obrando en una fábrica junto con una célebre frase de este ‘An inquiry into the nature and causes of the wealth of nations’ ("Una investigación sobre la naturaleza y las causas de la riqueza de las naciones"). Este, además, introdujo nuevas medidas de seguridad (aparte del hilo metálico) incluyendo la impresión en relieve, una marca de agua de la soberana Isabel II, junto con otras dos representando el número "20" y el signo "£", microimpresiones, cinta holográfica y un patrón de colores solo visible bajo luz ultravioleta. En principios de 2020, se reemplazará el diseño actual con uno similar, de polímero pero conteniendo al pintor inglés del movimiento romanticista, J. M. W. Turner. Según el Banco de Inglaterra, la retirada de la circulación de los billetes actuales, se avisará con tres meses de anticipación.